# Нудельман Авраам Аронович
Авраам Аронович Нудельман (1924—2004) — молдавський радянський археолог та історик, нумізмат .

## Біографія
Закінчив історичний факультет Кишинівського педагогічного інституту імені Йона Крянге у 1950 році. Працював науковим співробітником у Молдовському краєзнавчому музеї, згодом в Інституті історії Академії наук Молдавської РСР. Дисертацію кандидата історичних наук на тему «Монети та монетне звернення на території Дністровсько-Прутського міжріччя в античну епоху та в період феодалізму (IV ст. до н. е. — перша третина XVI ст.)» захистив у 1982 році . Останні роки життя проживав у Ізраїлі .
Наукові праці в галузі нумізматики та історії стародавніх поселень на території сучасної Молдавії (Старий Орхей).

## Монографії
- Топография кладов и находок единичных монет. Археологическая карта Молдавской ССР. Вып. 8. Кишинёв: Штиинца, 1976. — 195 с.
- Древности Старого Орхея: Золото-ордынский период (с Е. М. Абызовой и П. П. Бырней). Кишинёв: Штиинца, 1981. — 99 с.
- Древности Старого Орхея: Молдавский период (с Е. М. Абызовой и П. П. Бырней). Кишинёв: Штиинца, 1982. — 99 с.
- Очерки монетного обращения в Днестровско-Прутском регионе (с древних времён до образования феодального молдавского государства). Кишинёв: Штиинца, 1985. — 184 с.

## Публікації
- Нудельман А. А., Рикман Э. А. Навершие и клад серебряных украшений скифского времени из Молдавии. ИМФАН СССР 1956. № 4.
- Нудельман А. А., Рикман Э. А. Новые археологические находки в Молдавии. Советская археология 1957. № 3.
- Нудельман А. А. Античный клад из Лэргуца. Труды Государственного историко-краеведческого музея. Кишинёв, 1969.
- Нудельман А. А. Монеты из раскопок и сборов 1971—1972 гг. // Археологические исследования в Молдавии. Т. III. — Кишинёв, 1974.
- Нудельман А. А. Монеты из раскопок и сборов 1972—1973 гг. // Археологические исследования в Молдавии. Т. IV. — Кишинёв, 1974.[5]
- Нудельман А. А. К вопросу о составе денежного обращения Молдавии в XIV—начале XVI вв. Архівна копія на сайті Wayback Machine. // Карпато-Днестровские земли в Средние века. — Кишинёв, 1975.
- Нудельман А. А. Находки монет эпохи феодализма из раскопок и сборов в 1974—1976 гг. в Днестровско-Прутском регионе // Археологические исследования в Молдавии (1974—1976 гг.). — Кишинёв, 1981.
- Нудельман А. А. Проникновение греческих монет и начало зарождения монетного обращения в Днестровско-Прутском регионе. В кн. «Первобытные древности Молдавии». Кишинёв, 1983.[6]